# Żelazów (Mazovie)
Pour les articles homonymes, voir Żelazów.
Żelazów  (prononciation : [ʐɛˈlazuf]) est un village polonais situé dans la gmina de Korytnica dans le powiat de Węgrów et en voïvodie de Mazovie dans le centre-est de la Pologne.
Ce village se trouve à environ 3 kilomètres au sud-est de Korytnica, 10 kilomètres à l'ouest de Węgrów (chef-lieu du powiat) et à 64 kilomètres à l'est de Varsovie (capitale de la Pologne).

## Histoire
Le village a été dans le passé le siège administratif de la gmina de Jaczew.

De 1975 à 1998, le village appartenait administrativement à la voïvodie de Siedlce.